# انقراض نئاندرتال‌ها
انقراض نئاندرتال‌ها به ناپدید شدن نئاندرتال‌ها در زمان پیدایش انسان‌های خردمند در اوراسیا گفته می‌شود. در مورد علت ناپدید شدن آنها در حدود ۴۰٬۰۰۰ سال پیش بحث بین پژوهشگران پایان نگرفته و هنوز ادامه دارد. عوامل زیادی مانند شرایط اقلیمی، سوءتغذیه، ویژگی‌های جمعیت‌شناختی نئاندرتال‌ها و ضعف فناوری در نظر گرفته شده است.
در مقایسه با مغز انسان امروزی، در مغز نئاندرتال‌ها فضای بیشتری به بینایی و حرکت داده شده است و این امر فضای کمتری را برای تفکر سطح بالاتر که برای تشکیل گروه‌های اجتماعی بزرگ مورد نیاز است، باقی می‌گذارد. زندگی نئاندرتال‌ها در گروه‌های کوچک ممکن است موجب خویش‌آمیزی و انقراض نئاندرتال‌ها شده باشد. سناریوی انقراض توسط انسان خردمند به دلیل جنگ و رقابت بین انسان‌ها و نئاندرتال‌ها مطرح می‌شود. همچنین احتمالاً انسان خردمند نقش مهمی به‌طور غیرمستقیم و ناخواسته در ترویج ورود بیماری‌های جدید به جمعیت نئاندرتال‌ها داشته است.
محققان می‌دانند که دست‌کم در برخی موارد، نئاندرتال‌ها با انسان‌های خردمند همزیستی کرده و حتی جفت‌گیری کرده‌اند. مطالعات ژنتیکی تخمین می‌زند حدود ۲ درصد از دی‌ان‌ای جمعیت‌های غیرآفریقایی کنونی منشأ نئاندرتال دارند؛ بنابراین، به نوعی می‌توان گفت که نئاندرتال‌ها هرگز واقعاً منقرض نشده‌اند، آنها فقط بخشی از اجداد ما هستند.

## نئاندرتال
نئاندرتال‌ها در دوره‌ای به‌عنوان گونه‌ای متفاوت به‌عنوان هومو نئاندرتالنسیس (Homo neanderthalensis) و در دوره‌ای به‌عنوان زیرگونه انسان به‌عنوان هوموساپینس نئاندرتالنسیس (Homo sapiens neanderthalensis) طبقه‌بندی شده‌اند.
نئاندرتال‌ها نزدیک‌ترین بستگان شناخته‌شده انسان هستند. این انسان‌سانان زمانی در سراسر اوراسیا، حداقل از حدود ۴۳۰٬۰۰۰ سال پیش تا زمان انقراض در حدود ۴۰٬۰۰۰ سال پیش در غرب اوراسیا و اندکی پس از ورود هومو ساپینس (انسان خردمند) از آفریقا به اروپا زندگی می‌کردند. محققان بر این باورند که به دلیل سازگاری این گونه با آب‌وهوای سرد منطقه، نئاندرتال‌ها دارای ماهیچه‌های فشرده و عظیمی بودند و برای زنده ماندن به ۴۴۸۰ کالری در روز نیاز داشتند. علیرغم اینکه نئاندرتال‌ها توانایی مقاومت در برابر سرما را داشتند، همچنین تصور می‌شود که پوست حیوانات فرآوری‌شده و لباس‌هایی ساخته بودند که می‌توانست تا ۸۰ درصد بدن آنها را بپوشاند. آنها ممکن است توانایی تفکر نمادین را داشته بوده باشند. در چند مکان باستان‌شناسی، چنگال‌های تزیین شده عقاب و اشیایی که تصور می‌شود در مراسم تدفین مورد استفاده قرار می‌گرفته‌اند، به‌دست آمده است که می‌تواند شواهدی از تفکر و سنت پیشرفته باشد. چهل هزار سال پیش نئاندرتال‌ها از آسیا و اروپا ناپدید شدند و جای خود را به انسان خردمند دادند. امروزه یافته‌های باستان‌شناسی اخیر نشان می‌دهد که از نظر هوش با ما رقیب هستند. نئاندرتال‌ها مغز، زبان و ابزارهای پیچیده‌ای داشتند. آنها هنر داشتند و جواهرات می‌ساختند. آنها نیز باهوش بودند. ممکن است تفاوت‌های کلیدی در سطح فردی کمتر از سطح اجتماعی باشد. این امکان وجود دارد که آناتومی نئاندرتال به گروه‌های کوچک علاقه داشته باشد. در طول تاریخ، انسان‌های خردمند گروه‌های اجتماعی بزرگ و بزرگ‌تری تشکیل دادند. شاید توانایی ساختن ساختارهای اجتماعی بزرگ به هومو ساپینس (انسان خردمند) در برابر طبیعت و گونه‌های دیگر انسان برتری داد. در برخی معیارها، نئاندرتال‌ها برتری بالایی نسبت به انسان‌های خردمند داشتند. نئاندرتال‌ها استخوان‌های بسیار ضخیم‌تری داشتند که منجر به بافت همبند ضخیم‌تر، یعنی توده عضلانی بیشتر می‌شد. این عضله اضافی گرما تولید کرد که به گرم نگه داشتن نئاندرتال‌ها در آب‌وهوای سردتر کمک کرد. اگرچه به اندازه انسان خردمند/هومو ساپینس قد نداشتند اما احتمالاً قدرتمندتر بودند. جمجمه‌های نئاندرتال بزرگ‌تر از هومو ساپینس بودند و سوراخ‌های بینی برجسته‌تری داشتند. مغز یک نئاندرتال بزرگتر از انسان انسان خردمند بود؛ به‌ویژه در ناحیه پس سری، که ممکن است بینایی چشم را تقویت کند (احتمالاً دید در شب بهتر). اندازه سوراخ بینی به این معنی است که آنها می‌توانند از اکسیژن بیشتری برای سوخت‌رسانی هنگام انجام کار سخت استفاده کنند. سینه بشکه‌ای‌شکل فضای بیشتری را برای ریه‌های بزرگتر ایجاد می‌کرد که از افزایش اندازه سوراخ بینی بهره می‌برد. به‌طور کلی، نئاندرتال‌ها قوی‌تر از هومو ساپینس بودند.

## همزیستی احتمالی با انسان خردمند قبل از انقراض

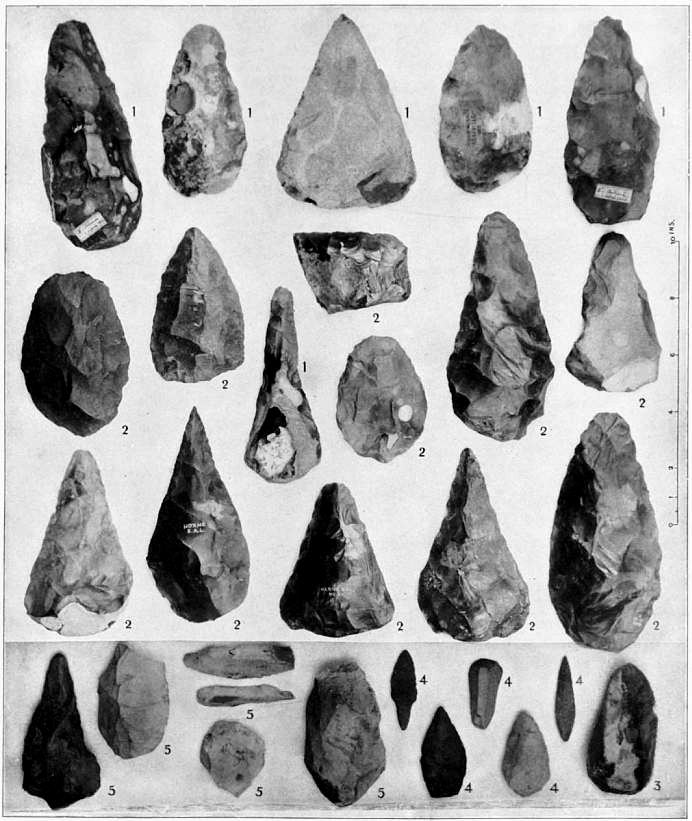
ابزارهای نئاندرتال

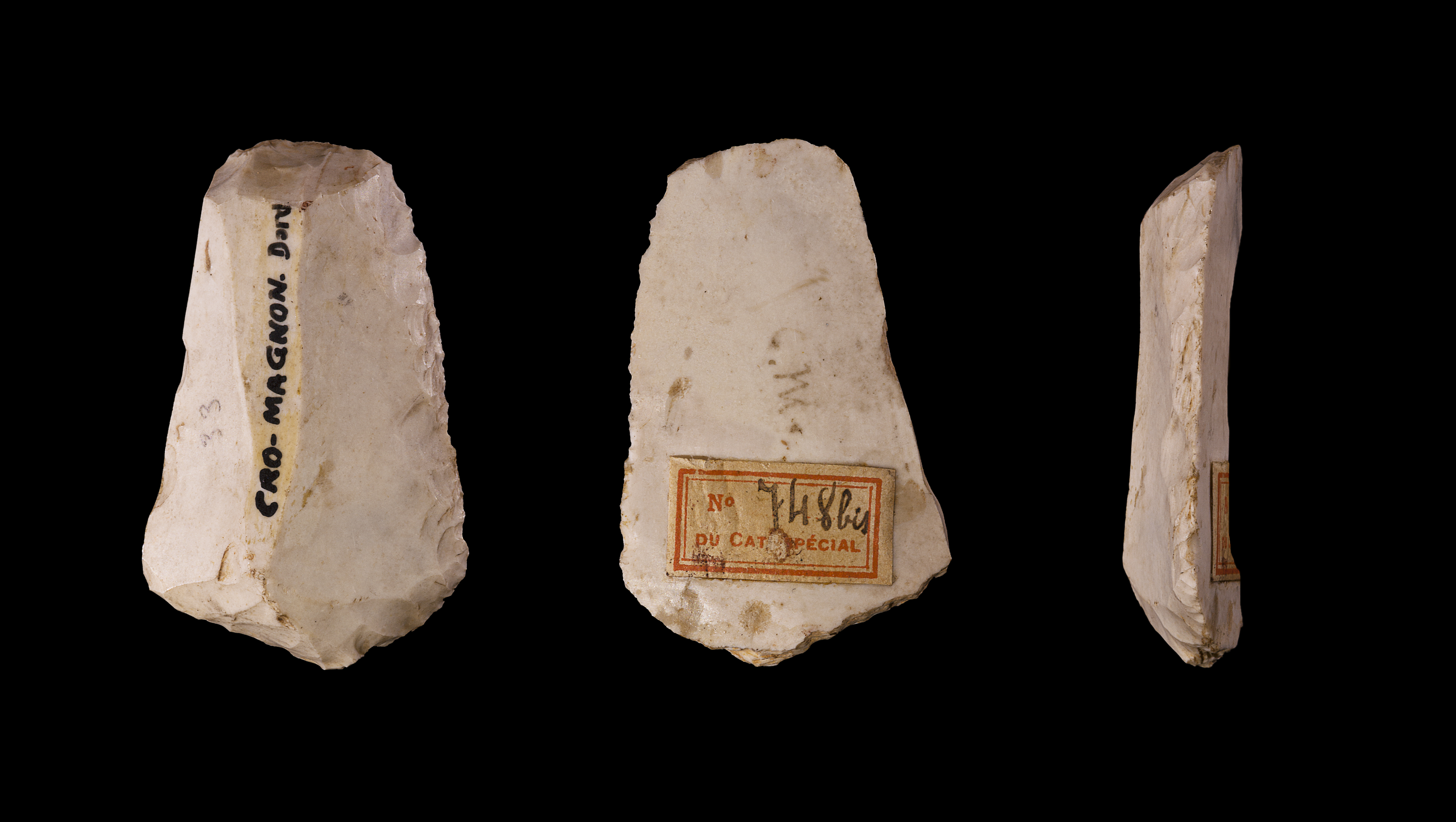
ابزارهای انسان اولیه مدرن

نئاندرتال‌ها، دنیسوواها و انسان‌های خردمند همگی از نسل انسان هایدلبرگی هستند. بین ۳۰۰٬۰۰۰ تا ۴۰۰٬۰۰۰ سال پیش، یکی از شاخه‌های این گروه از سایر انسان‌ها مستقل شد. برخی از این گروه آفریقا را ترک کردند. یک گروه (فرعی) از شمال غربی به اروپا و غرب آسیا منشعب شد و در نهایت به نئاندرتال‌ها فرگشت یافت، در حالی که گروه دیگر به سمت شرق در سراسر آسیا حرکت کرد و در نهایت به دنیسووا تبدیل شد. اعضای باقی‌مانده این گروه، انسان هایدلبرگی در دشت‌های خشک آفریقا به انسان‌های خردمند فرگشت یافتند و سپس خودشان به مناطق و قاره‌های دیگر مهاجرت کردند.
گونهٔ ما جدیدتر است؛ اولین بار در آفریقا حدود ۳۰۰٬۰۰۰ سال پیش ظاهر شد و به انسان‌هایی تبدیل شد که از نظر تشریحی تقریباً در ۱۹۵٬۰۰۰ سال پیش شبیه ما بودند. انسان‌های امروزی از حدود ۱۷۰٬۰۰۰ سال پیش به صورت موجی این قاره را ترک کردند و تصور می‌شد که تقریباً ۴۳٬۰۰۰ سال پیش به غرب اروپا رسیده‌اند. اعتقاد بر این است که اجداد نئاندرتال‌ها حداقل ۴۰۰٬۰۰۰ سال را صرف فرگشت در این محیط کرده‌اند و با آب‌وهوای عمدتاً خنک‌تر از آنچه امروز وجود دارد، سازگار شده‌اند. در همین حال، در طی این مدت اجداد گونه‌های خودمان به‌طور جداگانه در آفریقا فرگشت یافتند.
در تحقیقی که در نیچر در سال ۲۰۱۴ منتشر شد، تجزیه‌وتحلیل تاریخ‌گذاری رادیوکربن از چهل نئاندرتال سایت از اسپانیا تا روسیه نشان داد که نئاندرتال‌ها بین ۴۱٬۰۰۰ تا ۳۹٬۰۰۰ سال پیش در اروپا ناپدید شده‌اند. با احتمال ۹۵ درصد این مطالعه همچنین با همان احتمال نشان داد که انسان‌های مدرن و نئاندرتال‌ها در اروپا بین ۲۶۰۰ تا ۵۴۰۰ سال همپوشانی داشته‌اند. انسان امروزی بین ۴۵٬۰۰۰ تا ۴۳٬۰۰۰ سال پیش به اروپا رسید. زمان‌سنجی رادیوکربنی بهبودیافته منتشر شده در سال ۲۰۱۵ نشان می‌دهد که نئاندرتال‌ها در حدود ۴۰٬۰۰۰ سال پیش ناپدید شده‌اند که تاریخ‌گذاری کربنی قدیمی‌تر را که نشان می‌دهد نئاندرتال‌ها احتمالاً در ۲۴٬۰۰۰ سال پیش زندگی می‌کرده‌اند، واژگون می‌کند؛ از جمله در پناهگاه در ساحل جنوبی شبه جزیره ایبری مانند غار گورهام. زیلهائو و همکاران (۲۰۱۷) برای پیشبرد این تاریخ به حدود ۳۰۰۰ سال تا ۳۷٬۰۰۰ سال پیش استدلال می‌آورند. بین-طبقه‌بندی بقایای انسان نئاندرتال و مدرن پیشنهاد شده است اما مورد مناقشه است. ابزارهای سنگی که پیشنهاد شده است به نئاندرتال‌ها مرتبط باشند، در بیزووایا در قطب رشته‌کوه اورال یافت شده و مربوط به ۳۱٬۰۰۰ تا ۳۴٬۰۰۰ سال پیش است. این نظریه نیز مورد مناقشه است.
در غار ماندرین، دیرینه‌شناس فرانسوی لودویک اسلیماک و همکارانش روش جدیدی برای تجزیه‌وتحلیل دوده حاصل از آتش‌سوزی ایجاد کرد. آنها توانستند بین آتش‌هایی که نئاندرتال‌ها و انسان‌های امروزی بر اساس باقی‌مانده‌های غذای متفاوت در دوده در نتیجه رژیم‌های غذایی متفاوتشان ایجاد می‌کردند، تمایز قائل شوند. محققان دریافتند که آخرین لایه دوده حاصل از آتش‌سوزی‌های نئاندرتال یک سال یا کمتر قبل از اولین لایه ساخته‌شده توسط انسان‌های امروزی بوده است و از نظر اسلیماک این نشان می‌دهد که این دو گونه با هم ملاقات کرده‌اند و از این فرضیه حمایت می‌کند که نئاندرتال‌ها به دلیل جایگزینی رقابتی ناپدید شده‌اند. مزیت رقابتی اندک از سوی انسان‌های امروزی ممکن است دلیل زوال نئاندرتال‌ها در مقیاس زمانی هزاران سال باشد.

## عوامل محیطی

### تغییر اقلیم
به نظر می‌رسد مصادف با تغییرپذیری و تغییر اقلیم که منجر به دوره‌ای از سرمای شدید در اروپای غربی شد، نئاندرتال‌ها یک بحران جمعیتی در اروپای غربی را پشت سر گذاشتند. لاو دالن، استادیار موزه تاریخ طبیعی سوئد در استکهلم می‌گوید. «این حقیقت که نئاندرتال‌ها در اروپای غربی تقریباً منقرض شده بودند اما مدت‌ها قبل از تماس با انسان‌های امروزی تجدید قوا پیدا کردند و دوباره خود را بازیافتند، برای ما کاملاً غافلگیرکننده بود.» اگر چنین باشد، نشان می‌دهد که نئاندرتال‌ها ممکن است نسبت به تغییرات آب‌وهوایی بسیار حساس بوده باشند.
داده‌ها نشان می‌دهد که تغییرات آب‌وهوایی ناگهانی، اگرچه از نظر محلی بسیار مهم است اما تأثیر محدودی بر جمعیت نئاندرتال‌ها در سراسر جهان داشته است. آمیختگی و جذب که به عنوان علل مرگ جمعیت‌های نئاندرتال اروپایی فرض شد، تنها برای سطوح پایین رقابت غذایی موفق است. تحقیقات آینده مدل‌های آمیختگی را بررسی خواهد کرد و دورگه‌ها ممکن است با استفاده از سوابق ژنومی از آخرین عصر یخبندان مورد ارزیابی قرار گیرند.

### فاجعه طبیعی
تعدادی از محققان استدلال کرده‌اند که آتشفشان ایگنیمبریت کامپانیا، یک فوران آتشفشانی در نزدیکی ناپل، ایتالیا، حدود ۳۹۲۸۰ ± ۱۱۰ سال پیش (تخمین قدیمی ~۳۷٬۰۰۰ سال)، فوران حدود ۲۰۰ کیلومتر (۲۰۰ کیلومتر) ماگما (۵۰۰ کیلومتر مکعب (۱۲۰ مایل مکعب) حجم انبوه) به انقراض نئاندرتال‌ها کمک کرد. این استدلال توسط گولووانوف و همکاران ایجاد شده است. این فرضیه عنوان می‌کند که اگرچه نئاندرتال‌ها در طول ۲۵۰٬۰۰۰ سال در اروپا با چندین بین یخبندان مواجه شدند، در زمانی که اروپا در آخرین عصر یخبندان به یک منطقه استپی با پوشش گیاهی کم و نیمه‌بیابانی تبدیل شد، ناتوانی در انطباق روش‌های شکار نئاندرتال‌ها باعث انقراض آنها در برابر رقابت با انسان خردمند شد. مطالعات لایه‌های رسوب در غار مزمایسکایا کاهش شدید گردهٔ گیاهان را نشان می‌دهد. احتمالاً آسیب به حیات گیاهی، منجر به کاهش مشابه در پستانداران گیاه‌خوار شکارشده توسط نئاندرتال‌ها شده است.

### انگل‌ها و بیماری‌زاها
بیماری‌های عفونی‌ای که انسان‌های خردمند حاملشان بوده‌اند ممکن است به نئاندرتال‌ها منتقل شده باشند که در برابر عفونت‌هایی که قبلاً در معرض آن‌ها قرار نگرفته‌اند، محافظت ضعیفی داشته و منجر به عواقب مخربی برای جمعیت نئاندرتال‌ها شده‌اند. انسان‌های خردمند کمتر در برابر بیماری‌های نئاندرتال آسیب‌پذیر بودند؛ تا حدی به این دلیل که برای مقابله با بار بیماری‌های بسیار بالاتر مناطق استوایی تکامل یافته بودند و بنابراین توانایی بیشتری برای مقابله با بیماری‌زاهای جدید داشتند و تا حدی به این دلیل که تعداد بیشتر هومو ساپینس‌ها به این معنی بود که حتی شیوع‌های ویرانگر همچنان بازمانده‌های کافی برای یک جمعیت زنده باقی می‌گذاشت. اگر ویروس‌ها به راحتی می‌توانستند بین این دو گونه مشابه آسیب برسانند، احتمالاً به این دلیل که آنها در نزدیکی یکدیگر زندگی می‌کردند، انسان‌های خردمند ممکن بود نئاندرتال‌ها را آلوده کرده باشند. همین فرایند ممکن است انعطاف‌پذیری انسان خردمند در برابر بیماری‌ها و انگل‌های نئاندرتال را نیز توضیح دهد. بیماری‌های جدید انسانی احتمالاً از آفریقا به اوراسیا منتقل شده‌اند. این «مزیت آفریقایی» ادعا شده تا انقلاب کشاورزی ۱۰٬۰۰۰ سال پیش در اوراسیا باقی ماند. پس از آن، حیوانات اهلی به‌عنوان شایع‌ترین منبع عفونت‌های جدید انسانی از سایر نخستی‌ها پیشی گرفتند و «مزیت آفریقایی» را با «مزیت اوراسیایی» جایگزین کردند. تأثیر فاجعه‌بار ویروس‌های اوراسیایی بر جمعیت‌های بومیان آمریکا در گذشته تاریخی نشان می‌دهد که چگونه انسان‌های مدرن ممکن است بر گروه‌های سلف انسان‌های خردمند در اوراسیا در ۴۰٬۰۰۰ سال پیش تأثیر گذاشته باشند. ژنوم‌های انسان و نئاندرتال و بیماری‌ها یا سازگاری‌های انگل ممکن است بینشی در این مورد به‌دست دهند.

## عوامل ژنتیکی

### خویش‌آمیزی
طبق مطالعه ریوس و همکاران، الگوهای خویشاوندی در میان بقایای نئاندرتال‌های بازیابی‌شده نشان می‌دهد که خویش‌آمیزی میان ایشان وجود داشته است؛ مانند جفت شدن بین خواهر و برادر ناتنی و/یا عمو/خاله و خواهرزاده/برادرزاده. محققان این فرضیه را مطرح می‌کنند نئاندرتال‌ها ممکن است در طی شرایط آب‌وهوایی سخت به گروه‌های کوچک منزوی شده باشند که به رفتارهای خویش‌آمیزی کمک کرده است. به دلیل فقدان تنوع ژنتیکی، جمعیت نئاندرتال‌ها در برابر تغییرات آب‌وهوایی و بیماری‌ها آسیب‌پذیرتر می‌شوند و سایر عوامل استرس‌زا که ممکن است در انقراض آنها نقش داشته باشد. مدلی مشابه با فرضیه خویش‌آمیزی می‌تواند باشد که در میان گوریل‌های در معرض خطر انقراض دشت دیده می‌شود. جمعیت آنها به قدری کوچک است که باعث خویش‌آمیزی شده است و آنها را حتی در برابر انقراض آسیب‌پذیرتر می‌کند.

### مغز

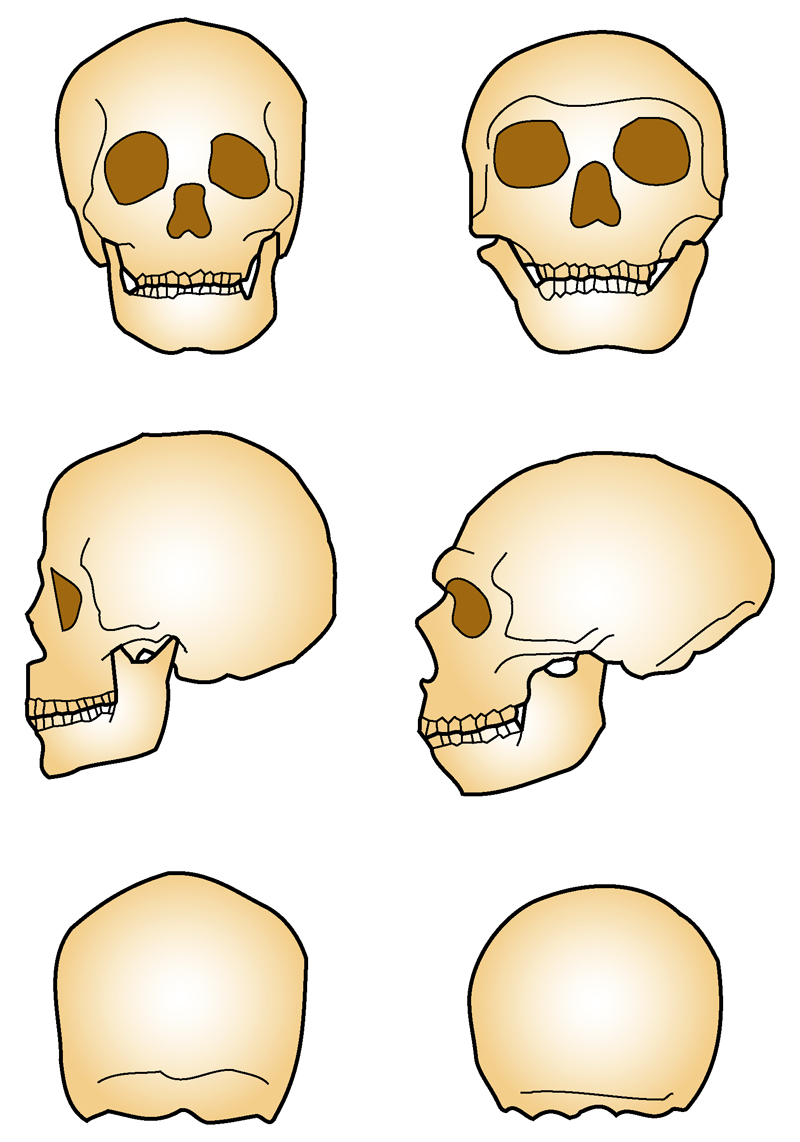
مقایسه جمجمه انسان خردمند (سمت چپ) با جمجمه نئاندرتال (سمت راست)

اگرچه مغز نئاندرتال‌ها از نظر اندازه شبیه به همتایان انسان مدرن اولیه معاصر خود بود اما تجزیه‌وتحلیل تازه از داده‌های فسیلی نشان می‌دهد که ساختار مغز آنها نسبتاً متفاوت است. نتایج حاکی از آن است که مناطق بزرگ‌تری از مغز نئاندرتال، در مقایسه با مغز انسان مدرن، به بینایی و حرکت داده شده است و این امر فضای کمتری را برای تفکر سطح بالاتر مورد نیاز برای تشکیل گروه‌های اجتماعی بزرگ باقی می‌گذارد.
ایلوند پیرس انسان‌شناس از دانشگاه آکسفورد توضیح می‌دهد: 
از آنجایی که نئاندرتال‌ها در عرض‌های جغرافیایی بالاتر زمین فرگشت یافته‌اند و همچنین بدن‌های بزرگ‌تری نسبت به انسان‌های امروزی داشتند، بخش بیشتری از مغز نئاندرتال‌ها به بینایی و کنترل بدن اختصاص داده می‌شود و مغز کمتری برای مقابله با عملکردهای دیگر مانند شبکه‌های اجتماعی باقی می‌ماند.
تفاوت‌های ریخت‌شناسی قابل‌توجه در شکل جمجمه بین این دو گونه انسانی نیز پیامدهای شناختی دارد. اینها شامل لوب‌های جداری کوچکتر نئاندرتال‌ها و مخچه است، این دو منطقه مغز بر استفاده از ابزار، یکپارچگی فضایی، عدد، خلاقیت، و مرتبه بالاتر مفهوم‌سازی تأثیر دارند. توماس جی. وین انسان‌شناس و فردریک ال. کولیج روان‌شناس می‌گویند که نئاندرتال‌ها صنعتگران ماهری بودند که می‌توانستند مهارت‌های چشمگیری را از طریق تمرین به‌دست آورند اما هیچ خلاقیتی نداشتند.

### توانایی دویدن
محققانی مانند کارن ال استودل از دانشگاه ویسکانسین-مدیسن رابطه کالبدشناسی نئاندرتال (کوتاه‌تر و تنومندتر از انسان‌های امروزی) و توانایی دویدن و نیاز به انرژی (۳۰٪ بیشتر) را برجسته کرده‌اند.
با این وجود، در مطالعه اخیر، پژوهشگران مارتین هورا و ولادیمیر اسلادک از دانشگاه کارل نشان دادند که پیکربندی اندام تحتانی نئاندرتال، به ویژه ترکیبی از زانوهای قوی، پاشنه بلند و اندام تحتانی کوتاه مزیت مکانیکی مؤثر نئاندرتال را افزایش داده است. مزیت مکانیکی مؤثر اکستانسورها یا بازکننده‌های زانو و مچ پای نئاندرتال را افزایش داد؛ بنابراین، نیروی مورد نیاز و انرژی صرف‌شده برای حرکت به میزان قابل توجهی کاهش یافت. هزینهٔ انرژی راه رفتن نر نئاندرتال در حال حاضر ۸ تا ۱۲ درصد بیشتر از نرهای مدرن از نظر آناتومیکی تخمین زده می‌شود؛ در حالی که هزینه انرژی راه رفتن نئاندرتال‌های ماده تقریباً برابر با زنان مدرن از نظر تشریحی است.
محققان دیگر، مانند یوئل راک، از دانشگاه تل‌آویو در اسرائیل، خاطرنشان کرده‌اند که سوابق فسیلی نشان می‌دهد که لگن خاصره نئاندرتال در مقایسه با لگن‌های انسان امروزی مدرن، جذب ضربه‌ها و جهش از پله‌ای به پلهٔ دیگر برای نئاندرتال‌ها بسیار سخت‌تر می‌شد و به انسان امروزی مزیت دیگری نسبت به نئاندرتال‌ها در توانایی دویدن و راه رفتن می‌داد. با این حال، راک همچنین اشاره می‌کند که همه انسان‌های باستانی لگن‌های پهنی داشتند که نشان می‌دهد این مورفولوژی اجدادی است و انسان‌های امروزی در اواخر پلیستوسن بود که به سمت لگن‌های باریک‌تر تغییر کردند.

## عوامل رفتارهای اجتماعی

### زندگی در گروه‌های کوچک
مکان‌های فسیلی به‌طور کلی کوچک و پراکنده نشان می‌دهند که نئاندرتال‌ها در گروه‌های کم‌تعداد و از نظر اجتماعی منزوی‌تر از هومو ساپینس‌های معاصر زندگی می‌کردند. نئاندرتال‌ها در گروه‌های پراکنده متشکل از ۱۰ تا ۳۰ نفر زندگی می‌کردند که بسیار کوچکتر از گروه‌های هومو ساپینس هم‌عصر بودند.

### نرخ باروری پایین
نئاندرتال‌ها به دلیل جمعیت کم و متوسط نرخ باروری پایین قبل از ورود هومو ساپینس در آستانه انقراض بودند. جمعیت بزرگتر هومو ساپینس و نرخ باروری بالاتر آنها نسبت به نئاندرتال‌ها برتری قابل توجهی به آنها داد.

### سکون در فناوری
ابزارهایی مانند تکه‌های سنگ چخماق موستری و روش لوالوآ از ابتدا به‌طرز قابل‌توجهی پیچیده هستند؛ با این حال، سرعت تغییرپذیری و پیشرفت آن‌ها پایین است و سکون فناوری عمومی در کل دوره فسیلی قابل توجه است. مصنوعات ماهیت سودمندی دارند. ویژگی‌های رفتاری نمادین قبل از ورود انسان مدرن اولیه به اروپا در حدود ۴۰٬۰۰۰ تا ۳۵٬۰۰۰ سال پیش مستند نشده است.
انسان‌های خردمندی که به اوراسیا رسیدند نیز، با صنعت فناوری پیچیده‌تر و متنوع‌تری وارد شدند. اگرچه، نئاندرتال‌ها ابزارهای پیچیده‌ای را خودشان توسعه دادند، مجموعه ابزارهای انسان مدرن به آنها اجازه داد تا کنترل بیشتری بر محیط داشته باشند.
این تفاوت‌ها، هرچند اندک، احتمالاً برای تأثیرگذاری بر انتخاب طبیعی کافی بوده و ممکن است زمینه‌ساز و توضیح تفاوت‌ها در رفتارهای اجتماعی، نوآوری‌های تکنولوژیکی و بازده هنری شده باشند. جارد دایموند، یکی از حامیان جایگزینی رقابتی، در کتاب خود سومین شامپانزه اشاره می‌کند که جایگزینی انسان‌های مدرن با نئاندرتال‌ها با الگوهای رفتاری‌ای قابل مقایسه است که هرگاه افراد دارای فناوری پیشرفته با افرادی با فناوری کمتر توسعه‌یافته درگیر شوند، رخ می‌دهد.

### نداشتن مناسک دینی پیشرفته
رابین دانبار، روان‌شناس فرگشتی و متخصص در رفتار نخستی‌سانان، استدلال می‌کند که حدود ۲۰۰٬۰۰۰ سال پیش، اجداد ما ظرفیت ذهنی برای فرموله کردن نظام‌های دینی را توسعه دادند که در ابتدا نه بر اساس آموزه‌ها، بلکه با مناسک و تجربه‌های مشترک در کنار هم قرار گرفتند. گونه‌های دیگر انسان مانند نئاندرتال‌ها، احتمالاً دارای ظرفیت‌های شناختی بودند که امکان آگاهی معنوی را فراهم می‌کرد که ممکن بود بیان اجتماعی محدودی شاید با سرود خواندن در غارها و جنگل‌های سایه‌دار پیدا کند اما شواهد مربوط به جمجمه‌ها، دفن‌ها و مصنوعات نشان می‌دهد که انسان خردمند این شهودها را با ظرافت و پیچیدگی متمایز توسعه داد. چنین حساسیت‌های مذهبی یک اثر جانبی مهم داشت. هوموساپینس‌ها با وارد شدن به حالت‌های تغییریافته هوشیاری (خلسه) که اندورفین آزاد می‌کند، رشد داده شدند. با افزایش جمعیت به ناگزیر تنش‌ها به‌دلیل بزرگتر شدن گروه‌های انسانی که با یکدیگر زندگی می‌کردند، افزایش می‌یافت. هورمون‌های اندورفین اثرات آرام‌بخشی دارند که می‌توانند چنین استرس‌هایی که در اثر زندگی گروهی به وجود می‌آید را کاهش دهند.

### تقسیم کار

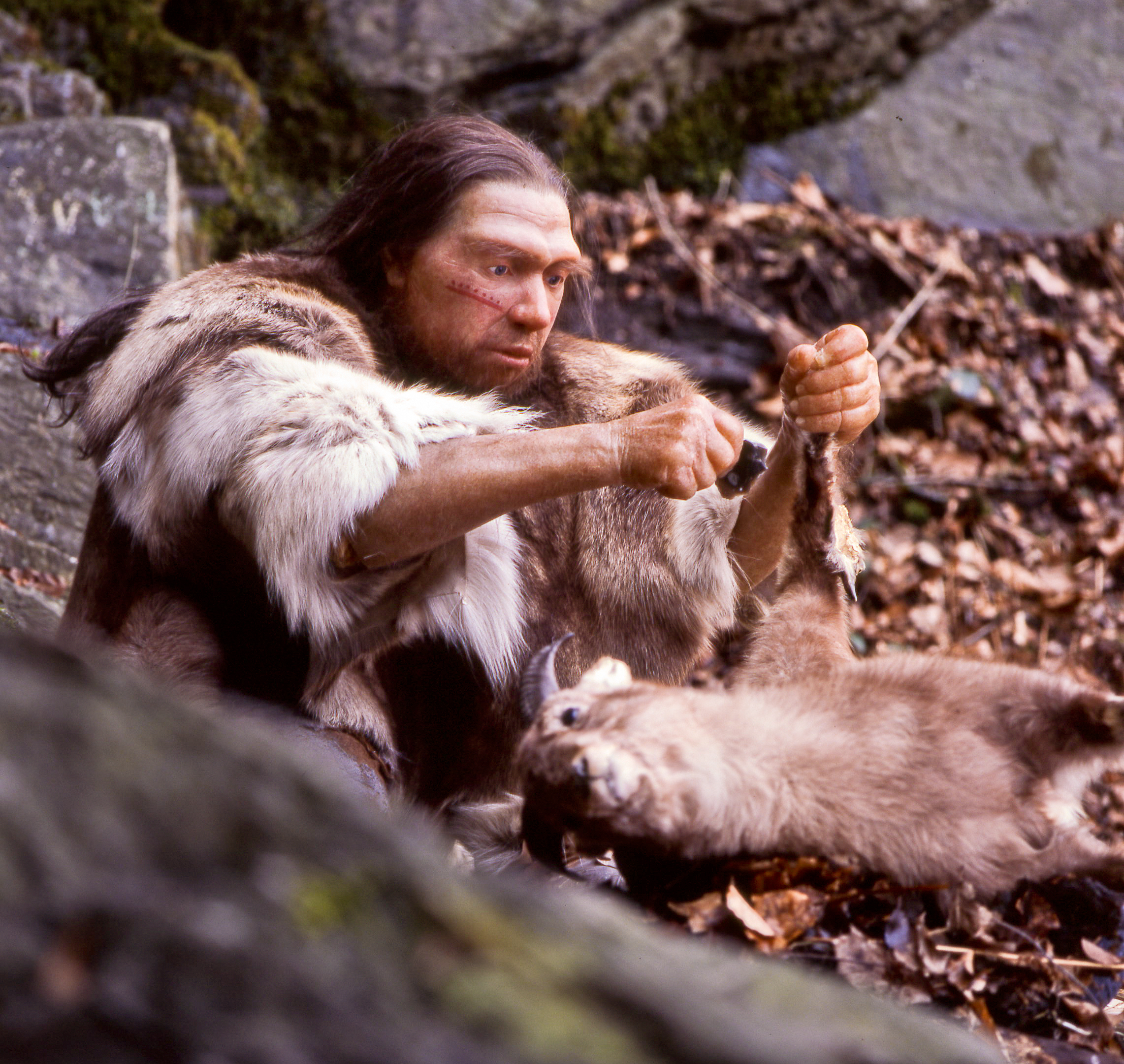
بازسازی یک شکارچی نئاندرتال (موزه نئاندرتال در متمان در آلمان)

در سال ۲۰۰۶، فرض شد که در نئاندرتال‌ها تقسیم کار بین دو جنس کمتر از انسان خردمند پارینه‌سنگی توسعه یافته است. نئاندرتال‌های نر و ماده هر دو در شکار و شکارهای بزرگ مانند شکار گاومیش‌های کوهان‌دار، آهو و اسب‌های وحشی شرکت داشتند. این فرضیه پیشنهاد می‌کند که کمبود نسبی تقسیم کار نئاندرتال‌ها منجر به استخراج کمتر کارآمد منابع از محیط در مقایسه با هوموساپینس‌ها شده است.
سوابق باستان‌شناسی برای رژیم‌های غذایی نئاندرتال‌ها شواهد مستقیم کمی برای اتکا به غذاهای معیشتی مانند سنگ‌های آسیاب برای آسیاب آجیل و دانه‌ها ارائه می‌دهد. در عوض، نئاندرتال‌ها برای سوخت‌رسانی به حجم عظیم بدن و دریافت کالری زیاد، به شکارهای بزرگ، یک منبع پرمخاطره، وابسته بودند. این فقدان تنوع غذایی و وجود شکستگی‌های التیام‌یافته بر روی اسکلت‌های نئاندرتال — که گویای سبک زندگی خشن و خطرناک آنها است — نشان می‌دهد که نئاندرتال‌های زن و نوجوان به‌طور فعال در شکار با خدمت به‌عنوان بازکنندگان مسیر شکار یا بستن راه فرار شکار شرکت می‌کردند.
سوابق نئاندرتال پارینه سنگی میانه همچنین فاقد ابزارهایی مانند سوزن‌های استخوانی است که معمولاً برای ساخت لباس‌های مقاوم در برابر آب‌وهوا استفاده می‌شود؛ بنابراین، پیدایش نقش جنسیتی «زنانه» — معیشتی و صنایع دستی — بود که به انسان‌های خردمند در مناطق گرمسیری و نیمه‌گرمسیری متنوع از نظر بوم‌شناسی اجازه داد تا از غذاهای گوناگون استفاده و با تراکم جمعیت بالاتر زندگی کنند.

### سوءتغذیه
یکی دیگر از عوامل مؤثر در ناپدید شدن نئاندرتال‌ها و باقی ماندن انسان خردمند ممکن است تأثیر متفاوت تغییرات آب‌وهوایی بر این دو گونه باشد. در پایان عصر یخبندان، نوسانات شدید دما وجود داشت و نظریه‌های جدید نشان می‌دهند که تغییرات آب‌وهوایی بر منابع غذایی نئاندرتال‌ها فشار وارد می‌کرد. نئاندرتال‌ها عمدتاً حیوانات بزرگ را می‌خوردند؛ در حالی که انسان‌های خردمند رژیم غذایی متنوع‌تری داشتند. این تنوع ممکن است به آنها اجازه داده باشد تا نیازهای تغذیه‌ای خود را در زمانی که برخی از منابع غذایی در زمان نوسانات دمایی کره زمین فراوان نبودند، بهتر برآورده کنند.

## جایگزینی نئاندرتال‌ها با انسان‌های مدرن
دو نظریه رقیب در مورد ناپدید شدن نئاندرتال‌ها در رابطه با انسان خردمند وجود دارد که «نظریه آمیختگی» و «نظریه جایگزینی رقابتی» هستند.

### نظریه آمیختگی
انسان خردمند ممکن است مسئول انقراض نئاندرتال‌ها نه با خشونت، بلکه از طریق رابطه جنسی باشد. نظریه آمیختگی بین گونه‌های باستانی انسان و انسان امروزی نشان می‌دهد که انسان خردمند و نئاندرتال با یکدیگر مخلوط شده‌اند.
در زمان آخرین نئاندرتال‌ها، تقریباً ۴۵ تا ۴۰ هزار سال پیش، تجزیه و تحلیل ژنتیکی نشان می‌دهد که جریان ژنی از نئاندرتال‌ها به انسان‌های امروزی حدود ۱۰ درصد بوده است اما تقریباً هیچ جریانی از انسان مدرن اولیه به نئاندرتال وجود ندارد. این ممکن است به‌دلیل تعداد کم ژنوم نئاندرتال‌های متاخر یا به این دلیل که دورگه‌ها در گروه‌های نئاندرتال قابل بقا و دوام نبودند، یک مصنوع باشد یا به این دلیل که نئاندرتال‌های بارور جذب گروه‌های انسانی مدرن می‌شدند اما برعکس آن امکان نداشت. اگر این اثر در یک دوره طولانی واقعی باشد، می‌توانست اندازه مخزن ژنی انسان مدرن را افزایش داده و از نئاندرتال‌های کم‌جمعیت بکاهد و به کاهش تعداد آنها به زیر یک جمعیت زنده و در نتیجه انقراض آنها کمک کند.
مطالعات ژنتیکی تخمین می‌زند حدود ۲ درصد از دی‌ان‌ای جمعیت‌های غیرآفریقایی کنونی منشأ نئاندرتال دارند؛ بنابراین، به نوعی می‌توان گفت که نئاندرتال‌ها هرگز واقعاً منقرض نشده‌اند؛ آنها فقط بخشی از اجداد ما هستند. فقدان دی‌ان‌ای میتوکندری که تنها از طریق ماده‌های نئاندرتال می‌تواند به انسان‌های زنده به ارث برسد، به عنوان شواهدی پیشنهاد شده است که فقط نئاندرتال‌های نر و هومو ساپینس‌های ماده می‌توانستند جفت‌گیری کنند اما همچنین شواهدی وجود دارد که نشان می‌دهد دورگه‌های نر احتمالاً کمتر از دورگه‌های ماده‌ها قدرت باروری داشتند.

### نظریه جایگزینی رقابتی
این فرضیه که انسان‌های اولیه جایگزین نئاندرتال‌ها شدند، اولین بار توسط دیرینه‌شناس فرانسوی مارسلن بول (اولین کسی که تحلیلی از یک نئاندرتال منتشر کرد) در سال ۱۹۱۲ ارائه شد.

#### خشونت
هومو ساپینس‌ها هزاران سال پس از مهاجرت گروهی از انسان‌های هایدلبرگی (اجداد نئاندرتال‌ها، انسان‌های خردمند و دنیسوایان) که دسته‌ای از ایشان پس از ترک این قاره فرگشت یافته و به نئاندرتال تبدیل گشتند، آفریقا را ترک کردند؛ در آفریقا آنها باید با حیوانات دیگر، از جمله انسان‌تباران رقابت می‌کردند و مراقب شکارچیان خطرناک می‌بودند. خشونت هومو ساپینس که آنها را از نئاندرتال‌ها متمایز می‌کند، بخش مهمی از بقای آنها بود؛ زیرا آنها با توجه به محیط متفاوتی که فرگشت پیدا کرده بودند، مجبور بودند با شکارچیان و رقبا بجنگند و اغلب آنها را بکشند. کوانگ هیون کو این احتمال را مطرح می‌کند که انقراض نئاندرتال‌ها توسط درگیری خشونت‌آمیز با هوموساپینس‌ها تسریع شده است. خشونت در جوامع اولیه شکارچی-گردآورنده معمولاً در نتیجه رقابت منابع پس از بلایای طبیعی رخ می‌دهد؛ بنابراین، قابل قبول است که بگوییم خشونت، از جمله جنگ ابتدایی، بین این دو نوع انسان رخ داده است.

#### نسل‌کشی
یووال نوح هراری استدلال می‌کند که انسان‌های خردمند بر نئاندرتال‌ها در نتیجه اولین نسل‌کشی بشر چیره شدند. نظریه جایگزینی نشان می‌دهد که انسان‌های خردمند با پیشی گرفتن در رقابت و احتمالاً با نسل‌کشی، نئاندرتال‌ها را به سمت انقراض سوق دادند. در کتاب انسان خردمند: تاریخ مختصر بشر نوشته هراری آمده است که در حالی که هومو ساپینس‌ها در کل مغز کوچک‌تری داشتند، لوب پیشانی آنها کمی بزرگتر از نئاندرتال‌ها بود که می‌توانست قدرت نهایی انسان خردمند یعنی تخیل را تقویت کند. تخیل موجب تقویت نیازهای اساسی مانند زبان و مذهب است و به هومو ساپینس در توانایی سازماندهی گروه‌های کوچکتر به گروه‌های بزرگ‌تر مزیت بزرگی داد. شواهدی مبنی بر تجارت اقلام لوکس در میان هومو ساپینس‌ها مانند صدف و سنگ وجود دارد. معامله کردن به این معنی است که باید اعتماد کرد؛ به این معنی که باید برخی از باورهای مشترک وجود داشته باشد که به این گروه‌های مختلف اجازه تعامل بدهد. هیچ مدرکی مبنی بر این که نئاندرتال‌ها به این شکل معامله می‌کردند، وجود ندارد. در مبارزه تن به تن، نئاندرتال‌ها برتری عظیمی نسبت به انسان خردمند داشتند. با این حال، با توانایی انسان خردمند برای سازماندهی، به احتمال زیاد، هرگز یک مبارزه به شکل تن به تن با نئاندرتال‌ها انجام نمی‌شد. از آنجایی که نئاندرتال‌ها به‌طور فعال به‌صورت گروهی مبارزه نمی‌کردند، توانایی سازماندهی تعداد قابل توجهی از هومو ساپینس به آنها مزیت فوق‌العاده‌ای در دستیابی به منابع می‌داد. نظریه جایگزینی نشان می‌دهد که انسان‌های خردمند نسبت به هیچ نوع انسانی متفاوتی مدارا نمی‌کردند و اقدام‌های آنها (به‌طور فعال) نئاندرتال‌ها را به سمت انقراض سوق داد.